# Византийские хроники
Византийские хроники — памятники историографии Византийской империи.
В византийской историографии существовали два главных, резко отличавшихся друг от друга по форме и содержанию, типа хроник: научная история и популярная всемирная хроника. Историки, писавшие для избранного круга образованных людей, старательно поддерживали классические традиции в смысле искусственного аттицизма; образцами для них служили Геродот, Фукидид, Полибий или, по крайней мере, какой-нибудь византиец, выработавший свой стиль и технику на классической литературе. Историки не любили широких рамок и предпочитали описывать события современные и недалекого прошлого, иногда связанные с какой-нибудь местностью.
Напротив, хронисты были далеки от честолюбия соперничать в прагматическом изложении событий с Фукидидом и Полибием, но зато их труды дают всемирную историю от сотворения мира по возможности до воцарения современного им императора. Авторы этих хроник — обыЧно монахи; они соотносятся с потребностями и вкусами своей многотысячной темной братии и благочестивых мирян, интересовавшихся общим ходом мировой истории, но искавших в книге вместе с поучением и легкого развлечения. Совершенно в народном вкусе хронисты нагромождают факты самого пестрого содержания, изображая с особой тщательностью душевные и телесные свойства замечательных людей, чудесные явления и народные бедствия, как голод, мор, землетрясения и т. п. Руководящая точка зрения у хронистов церковная, вследствие чего хронология сохраняется библейская, а при изображении древней мифологии и героической истории заметна церковно-апологетическая тенденция. Запись ведется погодично; рассказ часто прерывается сухими хронологическими таблицами. Хронисты пишут на общепонятном языке, приближающемся к презираемой образованными византийцами народной речи; их труды — настоящие народные книжки, снабженные иногда даже рисунками. Эта популярная форма была причиной широкого распространения хроник не только среди населения Византийской империи, но, в переводе и в переделке, также и на латинском Западе, особенно среди обращенных византийцами в христианство восточных и славянских народов: сирийцев, армян, грузин, булгар, сербов и русских, получивших от византийцев первые сведения о всемирной истории.
Метод хронистов чрезвычайно прост: они ограничивались извлечениями из исторических сочинений и хроник своих предшественников, причем для каждой эпохи пользовались обыкновенно одним каким-либо источником. Критического отношения к источникам, хотя бы даже самого поверхностного, у них нет. Некоторые хронисты ограничивались списыванием целых отделов, так что их хроники имеют значение только рукописных повторений более ранних хроник. Такое отношение к источникам — совершенно в духе Средневековья, которому не было знакомо современное представление о литературной собственности. Свобода пользования чужим трудом создает огромные затруднения при критике текста византийских хроник. Еще труднее установить источники, которыми пользовался каждый хронист-компилятор: некоторые главные источники, легшие в основание почти всей византийской хронографии, или совершенно исчезли, или же сохранились в отрывках, поздних извлечениях, переделках и переводах. Масса рукописного материала еще не издана, а то, что издано, редко стоит на высоте филологической критики. Кроме того, научной разработке вопроса о взаимном отношении различных списков и редакций сильно мешает отсутствие правильной, общепризнанной номенклатуры: одна и та же рукопись разными учеными часто цитируется под различными названиями. 
Рядом с вульгарными, сильно проникнутыми церковным духом обзорами всемирной истории, существовали всемирно-исторические труды более высокого качества, рассчитанные на более тонкие литературные вкусы. Представителем этой разновидности был в VI веке Гесихий Милетский. Влияние на вульгарную хронография эти исторические труды едва ли имели; последние по всей вероятности развилась из городских и провинциальных хроник, чем и объясняется обычай старейших хронистов рассматривать всемирную историю с точки зрения своей ближайшей родины. Так, у Иоанна Малалы в центр повествования поставлена Антиохия.
Начало византийских хроник восходит к V и даже IV веку, но первым типичным её представителем из дошедших до нас является Иоанн Малала, эллинизированный сириец, составивший в VI веке обзор событий от сказочных египетских времен до конца правления Юстиниана Великого. В начале VII века была составлена хроника Иоанна Антиохийского (обзор событий от Адама до кончины императора Фоки в 610 году) и Пасхальная хроника.
Во второй половине VII и в VIII веке, во время общего литературного оскудения, хроники продолжали развиваться; их настоящим приютом всегда были монастыри.
IX век особенно богат хрониками. В это время составили свои труды Георгий Синкелл (от сотворения мира до Диоклетиана), Феофан и так называемые его «продолжатели» (Theophanes Continuatus), патриарх Никифор, Георгий Монах (Амартол) и др.
Хроника Амартола (обзор событий от Адама до кончины императора Феофила в 842 году) вместе с хрониками Малалы и Феофана имела огромное распространение и сильно повлияла на славянскую историографию.
В ΧΙ и XII веках были составлены компиляции Симеона Метафраста, Льва Грамматика, Феодосия Мелитенского, Лжеполидевка, Иоанна Скилицы, Георгия Кедрина, Манасса и др.
Особняком от вульгарной хронографии стоит крупный труд писателя XII века Иоанна Зонары, более содержательный и более самостоятельный в пользовании источниками. Зонара пользовался некоторыми древними оригинальными сочинениями. Последним видным представителем вульгарной хронографии был Михаил Глика, живший в XII веке.
Насколько падению этого рода литературы способствовала научная историография, получившая при Комнинах новые импульсы и гуманистическую окраску, — определить трудно. Тем не менее, всемирная хронография продолжала жить в виде переделок на народный говор прежних трудов и в виде сухих хронологических списков; она даже пережила империю, потому что некоторые анонимные новогреческие сочинения XVI—XVII веков несомненно находятся в органической связи с византийской хронографией.

## Библиографический обзор XVII—XIX веков
Общий свод византийских хронистов и историков вошёл в так называемый парижский «Corpus», составленный по приказанию Людовика XIV лучшими филологами XVII века под руководством иезуита Филиппа Лаббе (42 тт., 1648—1711). Венецианское издание (1729—1733) представляет лишь спешную и плохую перепечатку парижского, с некоторыми добавлениями (Малалы и др.). Затем по инициативе Нибура в Бонне было предпринято новое полное собрание (боннский Corpus), продолженное Берлинской акдемией наук (49 тт., 1828—78) с новыми добавлениями, сравнительно с парижским изданием; но и это издание в критическом отношении не стоит выше парижского. Большая часть томов боннского издания вошла в состав монументального труда Migne, «Patrologia», series graeca (161 т., 1857—66, Париж). Χроника Феофана нашла в лице де-Боора внимательного и компетентного критика. Некоторые отрывки из хроник вошли в состав сборника Sathas, «Μεσαιωνική βιβλιωθήκη» (7 тт., 1872—1894). Обширная библиография приведена y Krumbacher, «Geschichte der byzant. Litteratur» (J. Müller, «Handbuch», IX, I, Мюнх., 1897). Важнейшие сочинения: Gutschmid, «Kleine Schriften» (5 тт., 1894); здесь дана общая характеристика хронографии. Превосходная оценка хронографии и взаимного отношения рукописей дана де-Боором во 2-м томе его издания хроники Феофана. Е. Patzig, «Unerkannt und unbekannt gebliebene Malalasfragmente» (Лпц., 1891, Programm); Patzig, «Johannes Antiochenus und Johannes Malalas» (Лпц., 1892, Programm); Hirsch, «Byzantinische Studien» (Лпц., 1876), где дан анализ историков и хронистов с 813 по 963 год. Gelzer, «Sextus Julius Africanus», 1880—85. С. de-Boor, «Römische Kaisergeschichte in byzantinischer Fassung» («Byzant. Zeitschr.», I, 1892; 2,1893); Th. Mommsen, «Chronica minora» («Monumenta Germaniae hist.», Auctores antiq., т. IX, 1, Берл., 1892); С. Frick, «Chronica minora» (т. I, Лпц., 1893); С. Wachsmuth, «Einleitung in das Studium der alten Geschichte» (Лпц., 1895).
Об отношениях византийской хрнографии к русской и славянской летописи см.: Krug, «Kritischer Versuch zur Aufklärung der byzant. Chronologie» (СПб., 1810); De-Muralt (введение к его изданию Х. Георгия Амартола); Качановский В. «Византийские летописи как источник для истории южных славян» (ЖМНП, т. CXCVIII, 1878, июль); Попов А. Н. «Обзор хронографов русской редакции» (2 вып. М., 1866—1869).